# Riebel

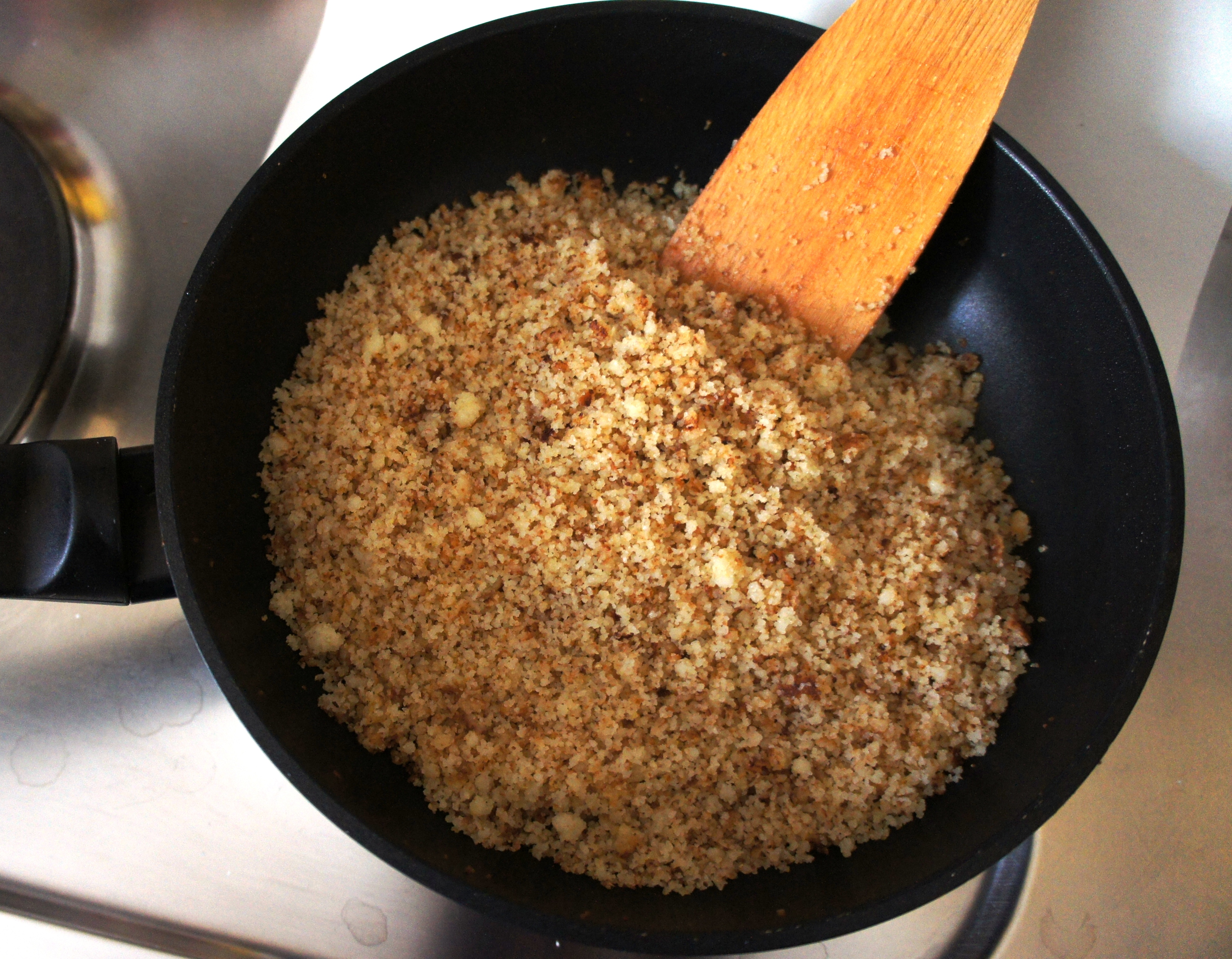
Riebel z kukuřice Rheintaler Ribelmais, smažený na pánvi a připravený k servírování.

Riebel (ve Švýcarsku a Lichtenštejnsku: Ribel), také nazývaný Stopfer, Pflutta nebo Brösel (region Montafon), je jednoduchý kukuřičný pokrm z Vorarlberska a sanktgallenského údolí Rýna, tedy hraniční oblasti Lichtenštejnska, Rakouska a Švýcarska. 
Do 70. let 20. století býval riebel pokrmem pro chudé lidi a farmářské rodiny a jedl se především k snídani. Připravuje se ze směsi světlé kukuřice a pšeničné krupice a obvykle se při konzumaci podlévá kávou či mlékem. Jedná se o syté, vegetariánské a levné jídlo.
Podobné jídlo je známé i v jiných oblastech Rakouska. Jedná se především o pokrm Sterz (od slova stürzen neboli padat) zvaný také Türkensterz, protože kukuřice se v Rakousku nazývala „Türkenmais“, „Türken“ nebo slovem slovanského původu „Kukuruz“. Sterz se připravuje také ve Slovinsku a Chorvatsku, kde je znamý pod názvem Žganci.

## Příprava a konzumace
Kukuřičná a pšeničná krupice se nejprve vaří v mléce s trochou soli, dokud nevznikne tuhá kaše. Dříve se tato kaše často připravovala večer předem a nechala se přes noc přikrytá uležet. 
Poté se tato kaše velmi pomalu (někdy až hodinu) peče na pánvi s máslem nebo sádlem. Neustálým šťoucháním a narušováním struktury kaše plochou vařečkou vzniká riebel (kulaté, mírně připečené, nepravidelné hrudky krupice). Ve své nejjednodušší a nejběžnější formě se riebel jí podlévaný kávou nebo mlékem (lze pouze připíjet).
S trochou cukru se z riebelu stává jednoduchý dezert. Často se konzumuje společně s jablečným pyré nebo kompotem (dříve také spolu s hruškovými křížalami). Další variantou je přimíchání čerstvých třešní během pečení (tzv. Kriesi-Riebel).
Riebel byl v jídelníčku částečně nahrazen moderní snídaní (housky, croissanty, kukuřičné lupínky nebo müsli). Přesto je dodnes ceněn a připravován ve Vorarlbersku, Lichtenštejnsku a ve východním Švýcarsku (zejména v Rýnském údolí). Ve Švýcarsku je kukuřičná odrůda Rheintaler Ribelmais od srpna 2000 chráněným označením původu.